# Ann-Mari Lindberg
Ann-Mari Lindberg, född 20 maj 1935 i Helsingfors, är en finlandssvensk författare. Ann-Mari Lindberg har bland annat publicerat en självbiografisk eller autofiktiv trilogi vars delar är "Kraschen” (Söderströms 1996), “Chansen” (Söderströms 1998) samt “Revanschen” (Söderströms 2000). Gustaf Widén skriver i Uppslagsverket Finland: "Lindberg gjorde med de självutlämnande böckerna Kraschen, Chansen och Revanschen en viktig insats som skildrare av psykiska gränstillstånd. Vägen ut ur mentalsjukdomens mörker tecknas med sinnlig konkretion." År 1998 mottog Lindberg ett pris av Centralförbundet för socialskydd och hälsa för sina böcker som enligt prismotiveringen har främjat förståelsen för psykiska sjukdomar.

## Verk
- Kraschen, Söderströms 1996
- Chansen, Söderströms 1998
- Revanschen, Södertströms 2000
- Nybyggarliv.Om tiden före och efter Porkalaparentesen, Söderströms	2005
- Pappa vet bäst, Sahlgrens förlag 2013